# Ayasa
Ayasa（1991年10月19日—），本名島村絢沙（日语：／ Shimamura Ayasa）是日本摇滚小提琴家、聲優、YouTuber，东京都出身。

## 人物
3岁开始接触小提琴，通过在桐朋学园儿童音乐教室、桐朋学园女子中学、桐朋學園大學间升学，以大学的音乐学部弦乐器专业毕业。师从于岩泽麻子和鷲见健彰。
入围第十五届日本古典音乐比赛初中部全国大会，第19届日本古典音乐比赛高中生组全国比赛第4名。东京三得利音乐大赛（東京サミット音楽コンクール）银奖上位。 
2011年，参加「Sword of the Far East」在沢山的Live活动与音乐制作，2015年退出活动。
2018年，与AKIRA组建组合“+A”，并发布了单曲。
2020年，获得BanG Dream!策划的新乐团“Morfonica”的角色“八潮瑠唯”配音工作，并同时负责乐队真人演出的小提琴演奏表演。
2021年4月30日、从2015年起所属的事务所JUGGLER退所。同年9月11日与エースクルー・エンタテインメント签订契约。2022年5月31日契约结束，从事务所退所，现在作为solo艺人活动。
2023年8月、以海外的活动为目标，结成女性摇滚乐队“East Of Eden”。

## 出演作品

### CM
- 三得利 南阿尔卑斯山矿泉水 （2008年）
- SONY Xperia VOICES（2016年）
- ES-CON JAPAN（日语：日本エスコン）“翡翠系列（レ・ジェイドシリーズ）”大厦（2017年）[8]

### 音乐剧
- 武士摇滚乐团（サムライ・ロック・オーケストラ）（2012年〜2014年）

### 电影
- （2015年）（AYASA（本人出演）） [9]

### 电视节目
- 中居之窗（日本电视台、2016年6月15日)[10]
- （BS富士、2019年5月25日）[11]
- （2020年 - 、YouTube）

### 電視動畫
2020年
- BanG Dream! Girls Band Party!☆PICO ～大份～（八潮瑠唯）

2021年
- BanG Dream! Girls Band Party!☆PICO Fever!（八潮瑠唯）

2022年
- BanG Dream! 少女樂團派對！5週年紀念動畫 -CiRCLE THANKS PARTY!-（八潮瑠唯）
- BanG Dream! Morfonication（八潮瑠唯[12]）

2025年
- BanG Dream! Ave Mujica（八潮瑠唯）

### 劇場動畫
2021年
- BanG Dream! FILM LIVE 2nd Stage（八潮瑠唯）

2022年
- 劇場版 BanG Dream! Poppin'Dream!（八潮瑠唯）

### 游戏
2016年
- 苍空的解放（蒼空のリベラシオン）（背景演奏）

2020年
- BanG Dream! 少女樂團派對 （八潮瑠唯）[13]）

### 舞台演出
- 爱丽丝计划（アリスインプロジェクト）（2015年6月24日 - 7月5日）[14]

### 现场演出
2016年
- 5月22日 - 「V.V Rocks」（新木場Studio Coast）[15]
- 7月3日 - [16]
- 8月1日 - SUMMER TERRACE 2016（お台場野外ステージ）[17]
- 8月5日 - GRAND RENEWAL Day,1（渋谷CLUB camelot）[18]
- 9月15日 - [19]
- 10月24日 - 13th TOKYO INTERNATIONAL MUSIC MARKET LIVE（渋谷 TSUTAYA O-EAST）[20]
- 11月6日 - [21]
- 11月25日 - 「Ayasa Theater episode 1」（恵比寿CreAto）[22]
- 11月26日 - TOKYO BLACK CIRCUS（ELE TOKYO）[23]
- 12月30日 - COUNTDOWN JAPAN 16/17（幕張メッセ）[24]

2017年
- 1月27日 - 「Ayasa Theater episode 2」(恵比寿CreAto)[25]

2018年
- 5月12日 - ＋A（恵比寿CreAto）[26]
- 7月14日 ‐ REAL ANISON Vol.1～姫祭～（高田馬場ESPエンタテインメント東京）

## 音樂CD

### 以“Sword of the Far East”名义
CD
- 『序章』 2011年9月7日
- 『Ryukyu Sunset Violin』2014年3月8日
- 『Sword of the Far East』 2014年4月16日

DVD
- 『Live Rock!!!!!!』 2012年7月25日
- 『Girls' Session』 2014年9月21日
- 『GO ON』 2015年5月27日

### 以“AYASA”名义
CD
- 『Too Fast Sword』2012年9月26日
- 『CHRONICLE I』 2015年12月9日
- 『CHRONICLE II』 2016年6月29日
- 『CHRONICLE III』 2016年10月19日
- 『CHRONICLE IV』 2016年12月21日
- 『BEST I』 2017年1月25日
- 『CHRONICLE V』 2018年1月24日
- 『CHRONICLE Ⅶ』 2019年7月1日

限定发布
- 『CHRONICLE Ⅵ』 2019年6月1日
- 『ANISONG COVER NIGHT Vol.1』 2019年8月1日
- 『CHRONICLE Ⅷ』 2019年9月1日

影像作品
- 『LIVE!! Ayasa Theater episode 7』 2018年3月28日（Blu-ray）

### 角色曲
| 发售日        | 商品名 | 演唱      | 歌曲      | 备注                                   |
| ------------- | ------ | --------- | --------- | -------------------------------------- |
| 2020年5月27日 |        | Morfonica | 「」 「」 | 游戏《BanG Dream! 少女樂團派對》关联曲 |

### 其他
CD
- 『Chapter ZERO』（音桌上的骑士（日语：音卓の騎士））